# Kanton Cerisy-la-Salle
Kanton Cerisy-la-Salle (francouzsky Canton de Cerisy-la-Salle) byl francouzský kanton v departementu Manche v regionu Dolní Normandie. Tvořilo ho 11 obcí. Zrušen byl po reformě kantonů 2014.

## Obce kantonu
- Belval
- Cametours
- Cerisy-la-Salle
- Guéhébert
- Montpinchon
- Notre-Dame-de-Cenilly
- Ouville
- Roncey
- Saint-Denis-le-Vêtu
- Saint-Martin-de-Cenilly
- Savigny